# Calulo
Calulo (conosciuta anche come Kalulo o Santo Antonio de Callulo) è una città dell'Angola situata nella provincia di Cuanza Sud.